# Grzybowa Góra
Grzybowa Góra is een plaats in het Poolse district  Skarżyski, woiwodschap Święty Krzyż. De plaats maakt deel uit van de gemeente Skarżysko Kościelne en telt 1052 inwoners.

## Verkeer en vervoer
- Station Grzybowa Góra